# Verwaltungsgemeinschaft Nabburg
Die Verwaltungsgemeinschaft Nabburg liegt im Oberpfälzer Landkreis Schwandorf und wird von folgenden Gemeinden gebildet:
1. Altendorf, 889 Einwohner, 23,17 km²
2. Guteneck, 834 Einwohner, 35,07 km²
3. Nabburg, Stadt, 6349 Einwohner, 62,36 km²

Sitz der zum 1. Januar 1974 gegründeten Verwaltungsgemeinschaft ist Nabburg.